# Otacilia macrospora
Espèce
Otacilia macrospora est une espèce d'araignées aranéomorphes de la famille des Phrurolithidae.

## Distribution
Cette espèce est endémique du Anhui en Chine,. Elle se rencontre à Huangshan.

## Description
Le mâle holotype mesure 2,89 mm et la femelle paratype 3,75 mm.

## Publication originale
- Fu, Zhang & Zhang, 2016 : Description of two new Otacilia species from Anhui, China (Araneae, Phrurolithidae). Acta Zoologica Academiae Scientiarum Hungaricae, vol. 62, no 2, p. 133-142.